# Коробейченко Олександр Миколайович
Коробейченко Олександр Миколайович (5 (17) березня 1900 — 11 квітня 1971) — український оперний співак, тенор, прем'єр Донецького театру опери і балету, перший учитель вокалу Анатолія Солов'яненка, якого навчав упродовж 10 років.

## Творча біографія
Грав і співав у десятках вистав, в його репертуарі було 87 партій, багато з яких до нього не виконувалися: першим виконував партію Калафа в постановці «Турандот» Джакомо Пуччіні, Хлопуши з «Омеляна Пугачова». Зі своєю дружиною Наталею Гришковською, молодою співачкою, познайомився в Сталінському театрі, будучи вже його прем'єром.
Був людиною прямою і безкомпромісною. У 1935 року відмовив Клименту Ворошилову співати під час бенкету, який давався після успішних військових навчань Київським військовим округом. Через це звання заслуженого артиста отримав тільки 1939 року, в той час як більшість його колег удостоїлись звання ще 1936 року. Також через конфлікт із директором театру, що був в мистецтві людиною випадковою і раніше працював в тюрмі, був змушений досить рано завершити сольну кар'єру і піти з театру.
Однак до кінця життя вірними товаришами Олександра Коробейченка залишались артисти, пізніше народні артисти України, Станіслав Саварі, Микола Протасенко, учні маестро оперний співак Анатолій Солов'яненко та математик, винахідник Вітольд Пак.